# H.H. Cosmas en Damianuskerk (Abcoude)
De H.H. Cosmas en Damianuskerk is een rooms-katholieke kerk aan de Kerkstraat 23 in Abcoude.

## Kerkgebouw
De kerk werd tussen 1887 en 1888 gebouwd. Architect Alfred Tepe ontwierp een driebeukige kruisbasiliek, met halfingebouwde toren boven de hoofdingang. Het is qua verhoudingen een van de fraaiste neogotische kerken van Nederland. Het gebouw mist de massaliteit die vele katholiek kerken uit eind 19e eeuw kenmerkt. Hij harmonieert goed met de Dorpskerk iets verderop. De vormgeving van de torenspits is geïnspireerd door die van de toren van de dorpskerk, waarbij als illustratie van de voormalige wedijver kan worden vermeld dat hij ongeveer een meter hoger is gemaakt. De kerk bezit een fraai orgelfront uit de grote kerk te Gouda. Het houten beeld van de Heilige Maagd uit de begin 16e eeuw is een van de pronkstukken van het interieur. Het neogotische Mengelberg-altaar mag zich de laatste tijd in een sterk toenemende waardering verheugen.
Op de plaats van het aan de Katholiek kerk verbonden centrum Het trefpunt(1973 - architect P.H.A. Starmans), stond tot voor kort een uit 1771 daterend kerkje dat in 1835 samengevoegd werd met de pastorie.

## Begraafplaats
Op 19 juni 1904 werd de nieuwe katholieke begraafplaats ingewijd en niet lang daarna werden de eerste doden hier ter aarde besteld. Langs de randen van de begraafplaats plante men een haag met daar omheen een zogenaamd processiepad. In 1908 werd bij de eerste openbare processie in Abcoude gebruikgemaakt van dit pad.
Het kerkhof is geheel traditioneel aangelegd met een middenpad dat loopt naar een kruisbeeld en een priestergraf. Het baarhuisje met gemetselde de vlechtingen in de gevel, staat achter de omgevende haag en stamt eveneens uit 1904. Tijdens de jaren zeventig van de 20e eeuw raakte het Katholieke kerkhof vol en werden meer en meer katholieken begraven op de algemene begraafplaats van Abcoude. Enkele jaren geleden is het kerkhof flink onder handen genomen, waardoor de grafstenen en -monumenten weer goed zichtbaar zijn.
De kerk wordt tot op heden gebruikt door de parochie "Sint-Jan de Doper - Vecht & Venen", waar de Cosmas en Damianusparochie in 2010 in opging. Het kerkgebouw is een Rijksmonument.